# Zacatecas-induló
A Zacatecas-induló (eredeti, spanyol címén Marcha de Zacatecas) egy népszerű mexikói hazafias dal. A nemzeti ünnepek, főleg a függetlenségre és a forradalomra emlékező rendezvények alkalmával is gyakran elhangzó indulót a „második mexikói himnusznak” és a charrería (mexikói lovas kultúra) himnuszának is tartják.

## Története

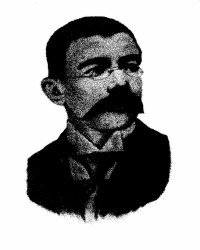
Genaro Codina, az induló zeneszerzője

Az induló 1891-ben keletkezett: zenéjét Genaro Codina, szövegét Salvador Sifuentes írta Zacatecas állam akkori kormányzójának, Jesús Aréchiga Mojarrónak címezve. Az eredeti címben maga a Zacatecas szó nem is szerepelt, azt csak utólag tették bele: az eredeti cím Aréchiga-induló volt, de maga a kormányzó javasolta, hogy inkább nevezzék át, ha azt akarják, hogy népszerű dallá váljon: és így is lett. Sokáig az élt a köztudatban, hogy a szöveg csak évekkel a zene után született meg, de az eredeti kottából kiderül, hogy a kettőt valójában egyidejűleg írták meg.
A dalt a következő századokban, például a mexikói forradalom idején különböző katonai csoportok is felhasználták, megjelent több, a „mexikói mozi aranykorában” (1936–1959) készült filmben is, később pedig az iskolákban játszották le az órák kezdetén, igaz, mindig szöveg nélkül, ezért bár a dal nagyon népszerű lett, sokan azt hitték, egyáltalán nincs is szövege. A 20. század közepén Zacatecas állam hivatalos himnuszává tették.

## A dal

### Zene
A Zacatecas-induló (ének nélkül, csak hangszeres)

### Szöveg
| Prestos estad a combatir             | Legyetek készen a harcra                  |
| Oíd llamar suena el clarín           | Halljátok a kürt hívó szavát              |
| Las armas pronto preparad            | A fegyvereket gyorsan készítsétek         |
| Y la victoria disputad;              | És a győzelemért harcoljatok,             |
| Prestos estad suena el clarín        | Legyetek készen, szól a kürt              |
| Anuncia ya próxima lid,              | Jelzi már a következő csatát              |
| Vibrando está su clamor              | Zengése vibrál,                           |
| Marchemos ya con valor.              | Meneteljük már bátran!                    |
|                                      |                                           |
| Sí, a lidiar marcharemos             | Igen, harcolni menetelünk                 |
| Que es hora ya de combatir           | Mert a csatázás ideje van már             |
| Con fiero ardor, con gran valor,     | Vad lelkesedéssel, nagy bátorsággal,      |
| Hasta vencer, hasta vencer.          | A győzelemig, a győzelemig.               |
| Hasta morir.                         | A halálig.                                |
|                                      |                                           |
| Como huracán que en su furor         | Mint hurrikán, amely tombolva             |
| Las olas rompe de la mar             | A tenger hullámait megtöri,               |
| Con rudo empuje y con vigor          | Nyers erővel és életerővel                |
| Sobre la hueste avanzad;             | Az (ellenséges) had felé haladjatok,      |
| No os detengáis, no haya temor       | Ne álljatok meg, ne féljetek,             |
| Pronto el ataque apresurad           | Gyorsan siettessétek a támadást           |
| Guerra sin tregua al invasor         | Szünet nélküli háború a betolakodó ellen. |
| Viva la Patria y libertad            | Éljen a haza és a szabadság,              |
| Viva la libertad, viva,              | Éljen a szabadság, éljen,                 |
| Viva la libertad, viva.              | Éljen a szabadság, éljen.                 |
| Que viva sí, viva.                   | Éljen, igen, éljen.                       |
|                                      |                                           |
| Oh, patria mia, tu hermoso pabellón  | Ó, hazám, szép zászlódat                  |
| Siempre sabremos llevarlo con honor. | Mindig dicsőséggel fogjuk tudni hordozni. |